# Élection gouvernorale de 2022 au Nouveau-Mexique
L'élection gouvernorale de 2022 au Nouveau-Mexique a lieu le 8 novembre 2022. 
La gouverneure démocrate sortante Michelle Lujan Grisham a été élue en 2018 face au représentant Steve Pearce, faisant alors basculer l'État dans le camp démocrate. Elle se présente pour être réélue pour un deuxième mandat. 
Des élections primaires ont eu lieu le 24 mai. Lujan Grisham a obtenu l'investiture démocrate tandis que le météorologiste Mark Ronchetti a obtenu l'investiture républicaine. Lujan Ghrisham est largement favorite, dans cet État plutôt démocrate.
Lujan Grisham est largement réélue gouverneure de l'État. Elle réalise cependant un moins bon score qu'en 2018.

## Résultats
| Candidats                | Candidats              | Partis              | Voix    | %    |
| ------------------------ | ---------------------- | ------------------- | ------- | ---- |
|                          | Michelle Lujan Grisham | Démocrate           | 371 292 | 52,0 |
|                          | Mark Ronchetti         | Républicain         | 326 210 | 45,6 |
|                          | Karen Bedonie          | Libertarien         | 17 151  | 2,4  |
|                          | Candidats par écrit    | Candidats par écrit | 0       | 0,0  |
|                          |                        |                     |         |      |
| Votes valides            |                        |                     |         |      |
| Votes blancs et nuls     |                        |                     |         |      |
| Total                    |                        |                     |         |      |
| Abstention               |                        |                     |         |      |
| Inscrits / participation |                        |                     |         |      |